# 22158 Chee
22158 Chee è un asteroide della fascia principale. Scoperto nel 2000, presenta un'orbita caratterizzata da un semiasse maggiore pari a 2,5258027 UA e da un'eccentricità di 0,1281854, inclinata di 9,29024° rispetto all'eclittica.